# Alte Synagoge (Bielefeld)

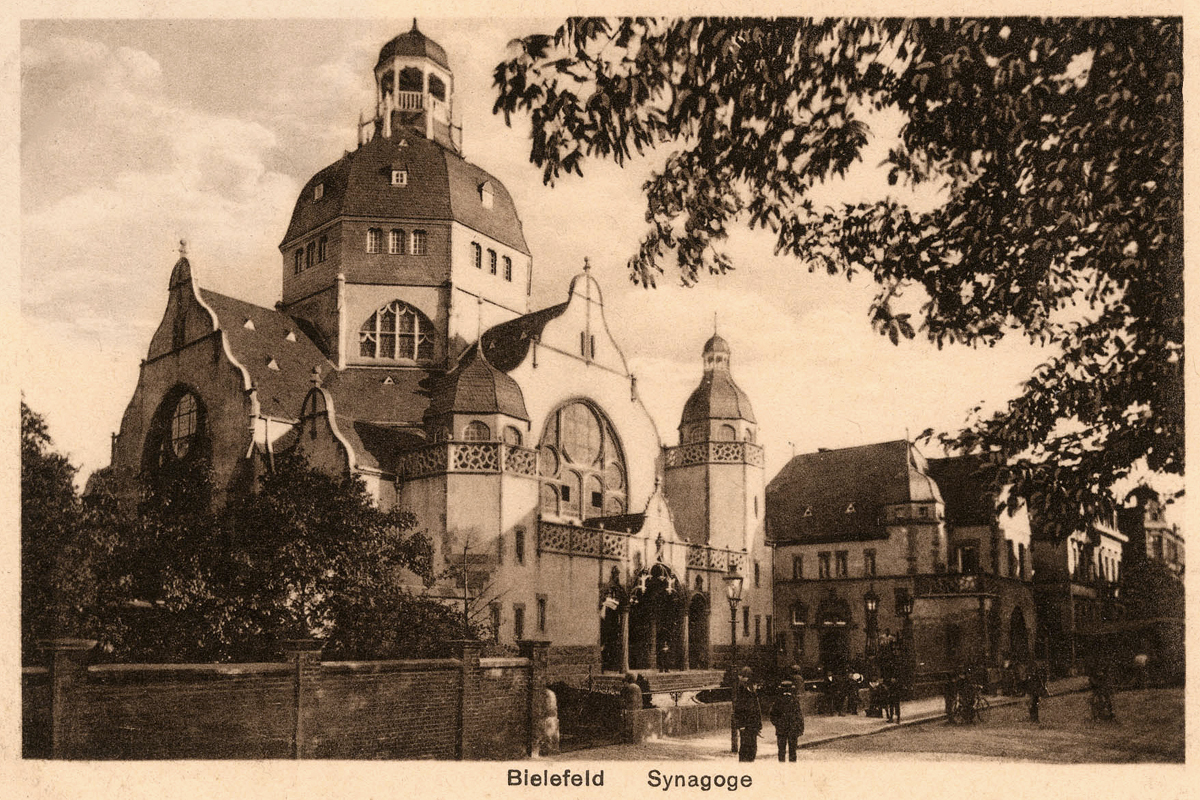
Bielefeld alte Synagoge 1905

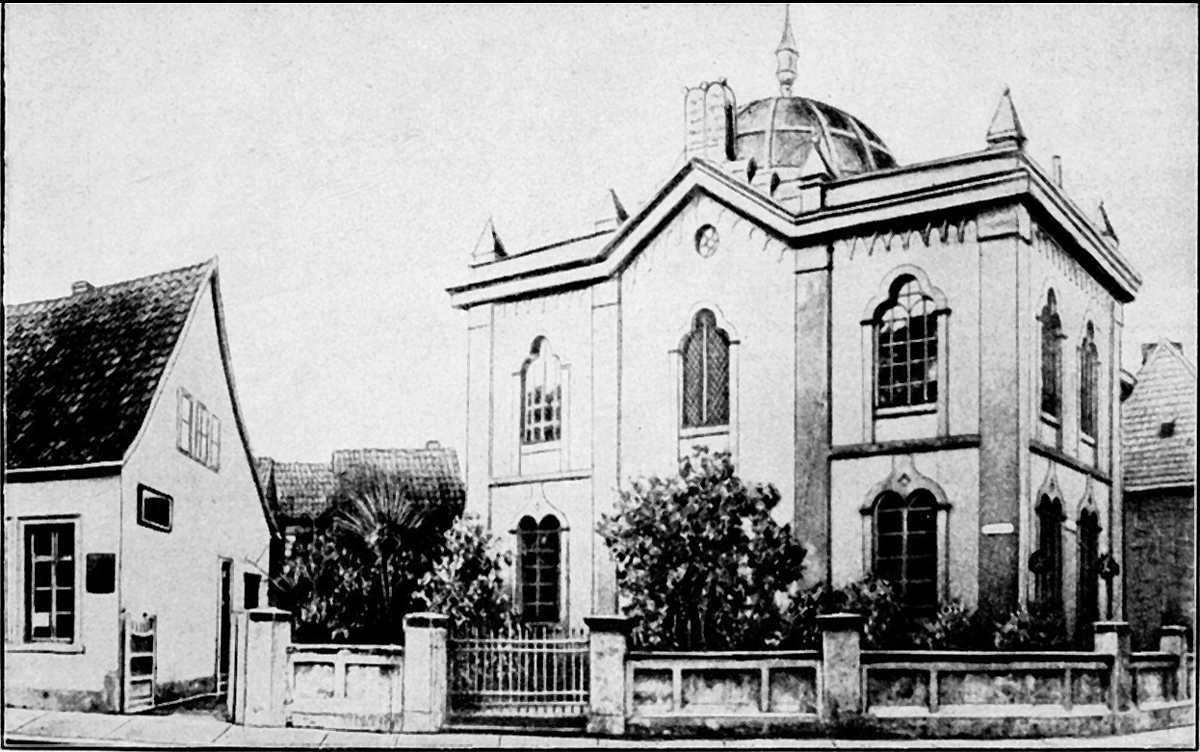
Vorgänger: Die erste Synagoge in Bielefeld von 1847 am Klosterplatz

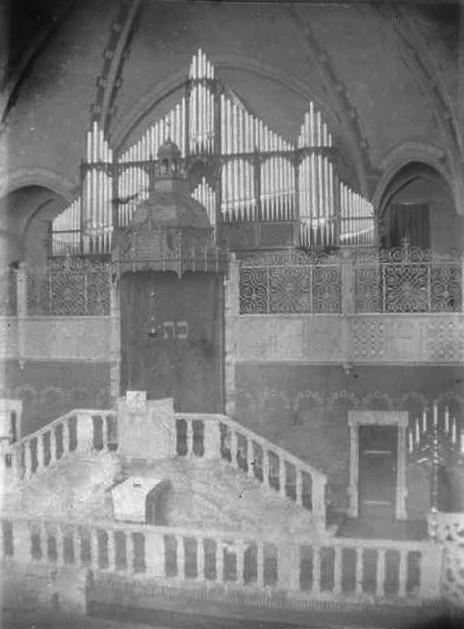
Der Innenraum mit Toraschrein, Parochet, Ner Tamid und Bima, ca. 1910

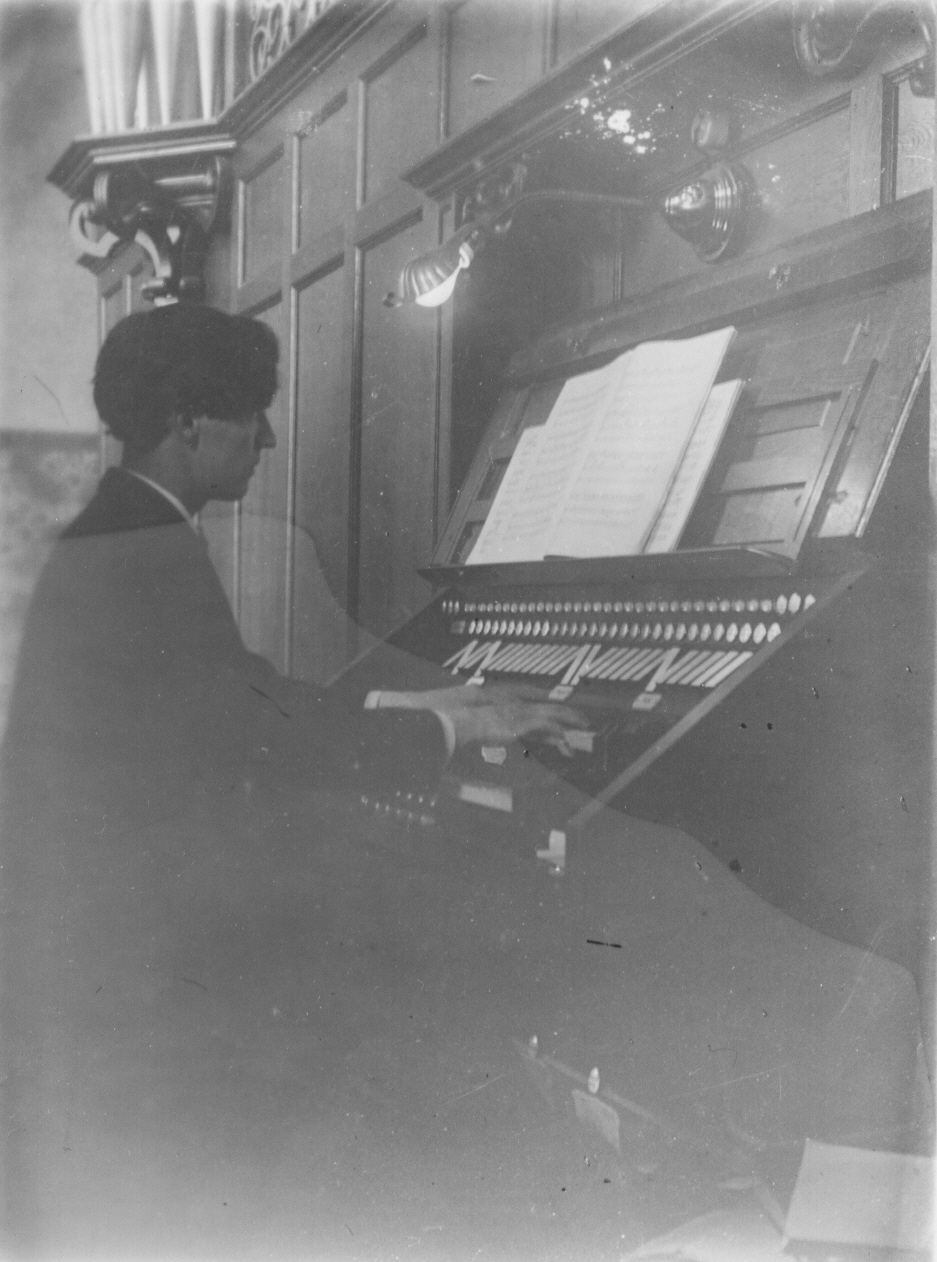
Organist (Gerard Bunk) am Spieltisch der Orgel der Bielefelder Synagoge, ca. 1910

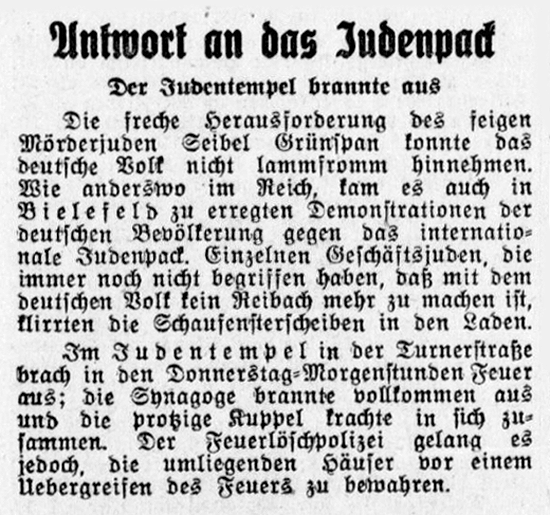
Synagogenbrand in Westfälische Neueste Nachrichten (Bielefeld) vom 11. November 1938

Die Alte Synagoge in Bielefeld wurde 1904/05 errichtet und im Novemberpogrom 1938 von den Nationalsozialisten zerstört.

## Geschichte

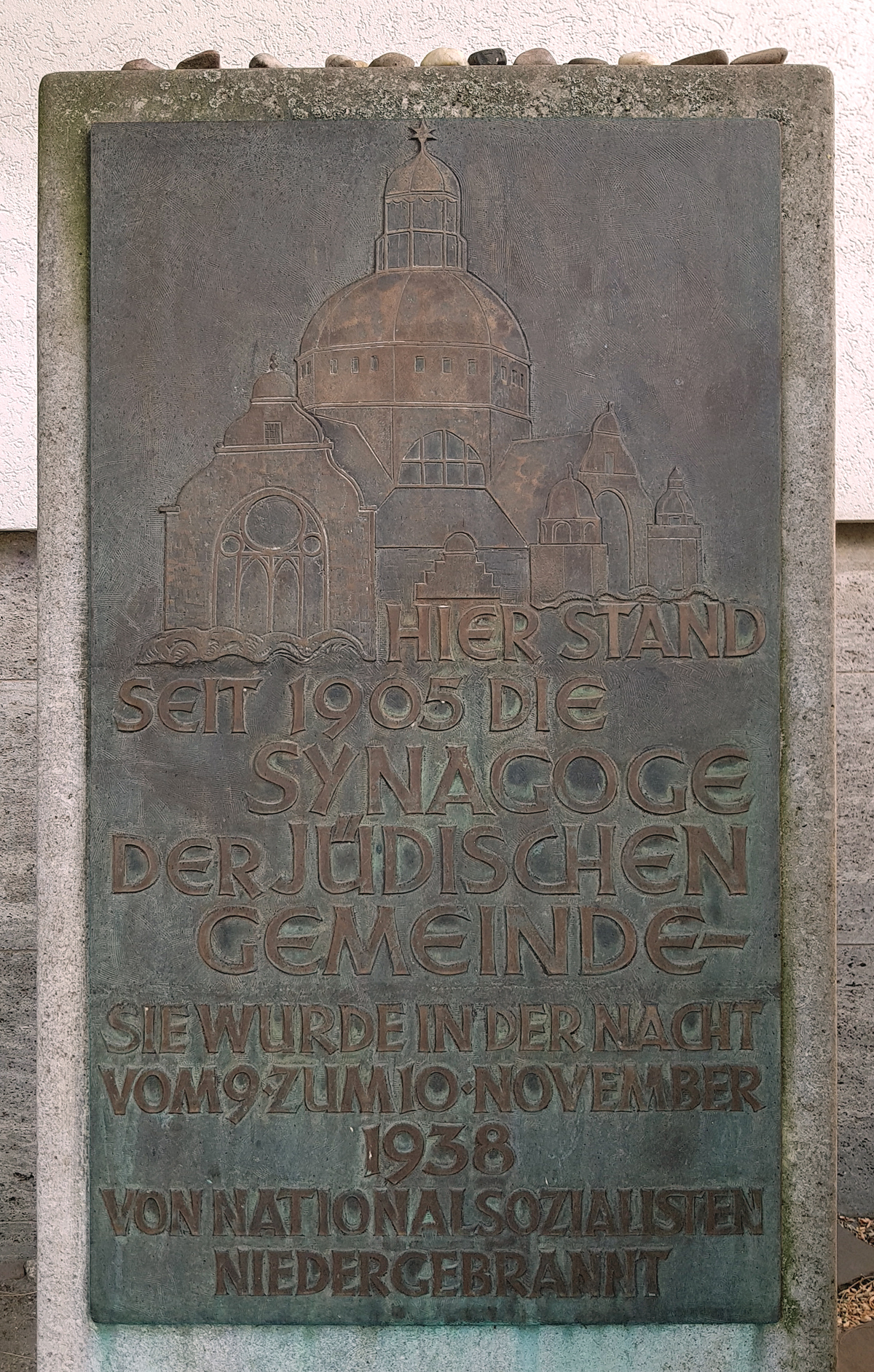
Gedenktafel zur Erinnerung an die alte Synagoge in der Turnerstraße

Nachdem die 1847 erbaute Synagoge auf dem Grundstück des Wendtschen Hofes am heutigen Klosterplatz für die aufblühende Gemeinde mit 250 Haushalten und über 1100 Gemeindegliedern zu klein geworden war, mussten seit längerer Zeit die Gottesdienste an hohen Feiertagen in gemieteten Räumen abgehalten werden. Weil die Grundstücksgröße am Klosterplatz für den geplanten Neubau nicht ausreichte, entschied sich die Jüdische Gemeinde Bielefeld unter der Leitung ihres Vorsitzenden Moritz Katzenstein und Rabbiners Felix Coblenz für einen Neubau an der Turnerstraße 5.
In einem Architekturwettbewerb setzte sich im Mai 1902 der als Regierungsbaumeister in der preußischen Bauverwaltung in Berlin tätige Architekt Eduard Fürstenau mit seinem Entwurf durch. Er war der einzige Nichtjude unter den vier Bewerben. Sein Baustil folgte der Neobyzantischen Architektur, in dem er kurz zuvor im Jahr 1900 die Synagoge Dortmund erbaut hatte. Die Grundsteinlegung erfolgte am 18. Mai 1904.
Die am 20. September 1905 eingeweihte neue Synagoge bot 450 Männern und 350 Frauen Platz. Der zentrale Kuppelbau auf quadratischem Grundriss hatte hohe geschwungene Giebel und riesige Rundbogenfenster mit Bleiverglasung. Die Kuppel über der Vierung wurde von einer Laterne bekrönt. Im Inneren ruhte die Kuppel auf vier Sandsteinpfeilern. Unter der Kuppel stand der Toraschrein, der wiederum von einer verkleinerten Nachbildung der Hauptkuppel bekrönt wurde. Vor dem Toraschrein stand die Bima in Form eines Amboss. An den Seitenwänden befanden sich die Frauenemporen. Hinter dem Toraschrein befand sich die Empore für den Chor und die große Orgel.

„Stolz ragt die gewaltige Kuppel empor, die auf der Spitze ein weit leuchtendes Mogen-dowid [Davidstern] trägt. Im Innern ruht die Kuppel mit vier geschweiften Bogen auf vier mächtigen schweren Sandsteinsäulen. Die großen Fenster führen von allen Seiten helles Licht nach innen. Die künstlerisch hervorragenden Glasmalereien - Stiftungen von hochherzigen Gemeindegliedern - dämpfen milde das Licht und verleihen dem Hause einen besonderen Schmuck. Einen herrlichen Eindruck gewährt im Innern der Aron-hakodesch [Thoraschrein], der von einer kleineren Kuppel, genau wie die äußere, überwölbt ist. Die Estraden, auf denen sich das Vorbeterpult und die geschmackvolle Kanzel erheben, sind mit prächtigem, rotem Marmor bekleidet. Hinter der und über der Bundeslade befindet sich der Platz für den Chor und die Orgel [...] Das Gebäude gereicht der Stadt zur Zierde und ragt mit der 41 Meter hohen Kuppel über die ganze Umgebung hinweg.“

Israelitisches Familienblatt, 28. September 1905
Während der Novemberpogrome 1938 wurde die Synagoge in der Nacht vom 9. zum 10. November 1938 von Nationalsozialisten ausgeraubt und in Brand gesteckt. Etwa 60 wertvolle Torarollen und der von der Bielefelder Künstlerin  Gertrud Kleinhempel gewebte Toravorhang wurden ein Raub der Flammen. Die Brandruine wurde ab November 1939 abgetragen. Der Brand der Bielefelder Synagoge wurde von dem Amateurfilmer Gustav Wittler festgehalten. Das bis heute erhaltene Filmdokument ist eine der wenigen Aufnahmen einer brennenden Synagoge während der Pogrome am 9. November 1938. Als solche ist sie unter anderem im Jüdischen Museum Berlin, dem United States Holocaust Memorial Museum in Washington sowie in verschiedenen TV-Dokumentationen zu sehen.
Weltweite traurige Berühmtheit erlangten auch die Leica-Farbdia der brennenden Synagogen-Kuppel des Hobby-Fotografen Hans Asemissen, der in unmittelbarer Nähe an der Turnerstraße wohnte. Seit dem 9. November 1978 erinnert eine Gedenktafel in der Turnerstraße an die Zerstörung der Synagoge.